# Castelvecchio Subequo
Castelvecchio Subequo ist eine italienische Gemeinde (comune) mit 820 Einwohnern (Stand 31. Dezember 2023) in der Provinz L’Aquila in den Abruzzen. Die Gemeinde liegt etwa 37 Kilometer südöstlich von L’Aquila am Aterno im Regionalpark Sirente-Velino und gehört zur Comunità montana Sirentina.

## Geschichte
Als Superaequum war der Ort eine wichtige Siedlung der Peligner, einem italischen, d. h. oskisch-umbrischen Volk, das hier im ersten vorchristlichen Jahrtausend lebte.

## Verkehr
Durch die Gemeinde führt die frühere Strada Statale 5dir Via Tiburtina Valeria (heute eine Regionalstraße) von Rom nach Pescara. Von hier geht die frühere Strada Statale 261 Subequana nach L’Aquila ab. Der Bahnhof von Molina-Castelvecchio Subequo liegt an der Bahnstrecke von Terni nach Sulmona und befindet sich auf der Grenze zur Nachbargemeinde Molina Aterno.

## Gemeindepartnerschaften
Castelvecchio Subequo unterhält eine inneritalienische Partnerschaft mit der Gemeinde Dorgali in der Provinz Nuoro.

## Söhne und Töchter der Gemeinde
- Italo Acconcia (1925–1983), Fußballspieler